# Штюр
Штюр (нім. Stuer) — громада в Німеччині, розташована в землі Мекленбург-Передня Померанія. Входить до складу району Мекленбургіше-Зенплатте. Складова частина об'єднання громад Ребель-Мюріц.
Площа — 21,53 км2. Населення становить 247 ос. (станом на 31 грудня 2020).